# Aeropuerto de Lampedusa
El Aeropuerto de Lampedusa es un aeropuerto en Lampedusa, Italia (IATA: LMP, OACI: LICD). Está ubicado a unos pocos metros del centro de la ciudad, y alcanza su pico de tráfico en el periodo veraniego, como resultados de los vuelos que efectúan algunas aerolíneas a la isla por razones turísticas.

## Aerolíneas y destinos
| Aerolíneas           | Destinos                                                                    |
| -------------------- | --------------------------------------------------------------------------- |
| AeroItalia           | Estacional: Bérgamo, Forlì                                                  |
| Danish Air Transport | Catania, Palermo                                                            |
| easyJet              | Estacional: Milán–Malpensa                                                  |
| ITA Airways          | Estacional: Milán–Linate, Roma–Fiumicino                                    |
| Volotea              | Estacional: Bérgamo, Bolonia, Milán–Linate, Nápoles, Turín, Venecia, Verona |
| Vueling              | Estacional: Roma–Fiumicino                                                  |
| Wizz Air             | Estacional: Milán–Malpensa, Roma–Fiumicino                                  |

## Estadísticas
Ver fuente y consulta Wikidata.